# آروماددرین
آروماددرین (به انگلیسی: Aromadedrin) با فرمول شیمیایی C۱۵H۱۲O۶ یک ترکیب شیمیایی با شناسه پاب‌کم ۱۲۲۸۵۰ است؛ که جرم مولی آن ۲۸۸٫۲۵ g/mol می‌باشد.